# Caramelle (Dark Polo Gang)
Caramelle è un singolo del gruppo musicale italiano Dark Polo Gang, pubblicato il 6 maggio 2017 come terzo estratto dal primo album in studio Twins.

## Video musicale
Il video musicale, diretto da Tommaso Bertani, è stato pubblicato il 26 maggio 2017 sul canale YouTube del gruppo e vede la partecipazione di Carolina Loop, Cecilia Sala, Eleonora Mongelli e Polpetta Di Riso.

## Tracce
1. Caramelle (feat. Peachwalnut) – 2:30

## Formazione
- Tony Effe – voce
- Wayne Santana – voce
- Marïna/Peachwalnut – voce aggiuntiva
- Sick Luke – produzione, missaggio, mastering

## Classifiche
| Classifica (2017) | Posizione massima |
| ----------------- | ----------------- |
| Italia            | 3                 |